# Bas Van Fraassen
Bastiaan Cornelis van Fraassen (n. en Goes, Países Bajos, el 5 de abril de 1941) es un filósofo estadounidense de origen neerlandés, especializado en filosofía de la ciencia y lógica. 
Van Fraassen obtuvo su doctorado en la Universidad de Pittsburgh en 1966. Sus trabajos sobre la filosofía de la ciencia se enmarcan dentro de la corriente semanticista, y se caracterizan por defender un tipo de anti-realismo denominado "empirismo constructivo", en oposición a las tesis de otros autores como Ronald Giere y Paul Churchland.
En 1986 fue premiado con el Premio Lakatos (Imre Lakatos) por sus contribuciones a la filosofía de la ciencia.

## Obra
- La imagen científica, Paidos Mexicana Editorial, 1996.
- Semántica Formal y Lógica, Universidad Nacional Autónoma de México, 1987.
- Introducción a la filosofía del tiempo y del espacio, Editorial Labor, 1978.

Selección de obras en inglés
- Scientific Representation: Paradoxes of Perspective, Oxford University Press, 2008.
- Con JC Beall: Possibilities and Paradox, Oxford University Press, 2003.
- The Empirical Stance, Yale University Press, 2002.
- Quantum Mechanics: An Empiricist View, Oxford University Press, 1991.
- Laws and Symmetry, Oxford University Press 1989.